# مدونا (مونک)

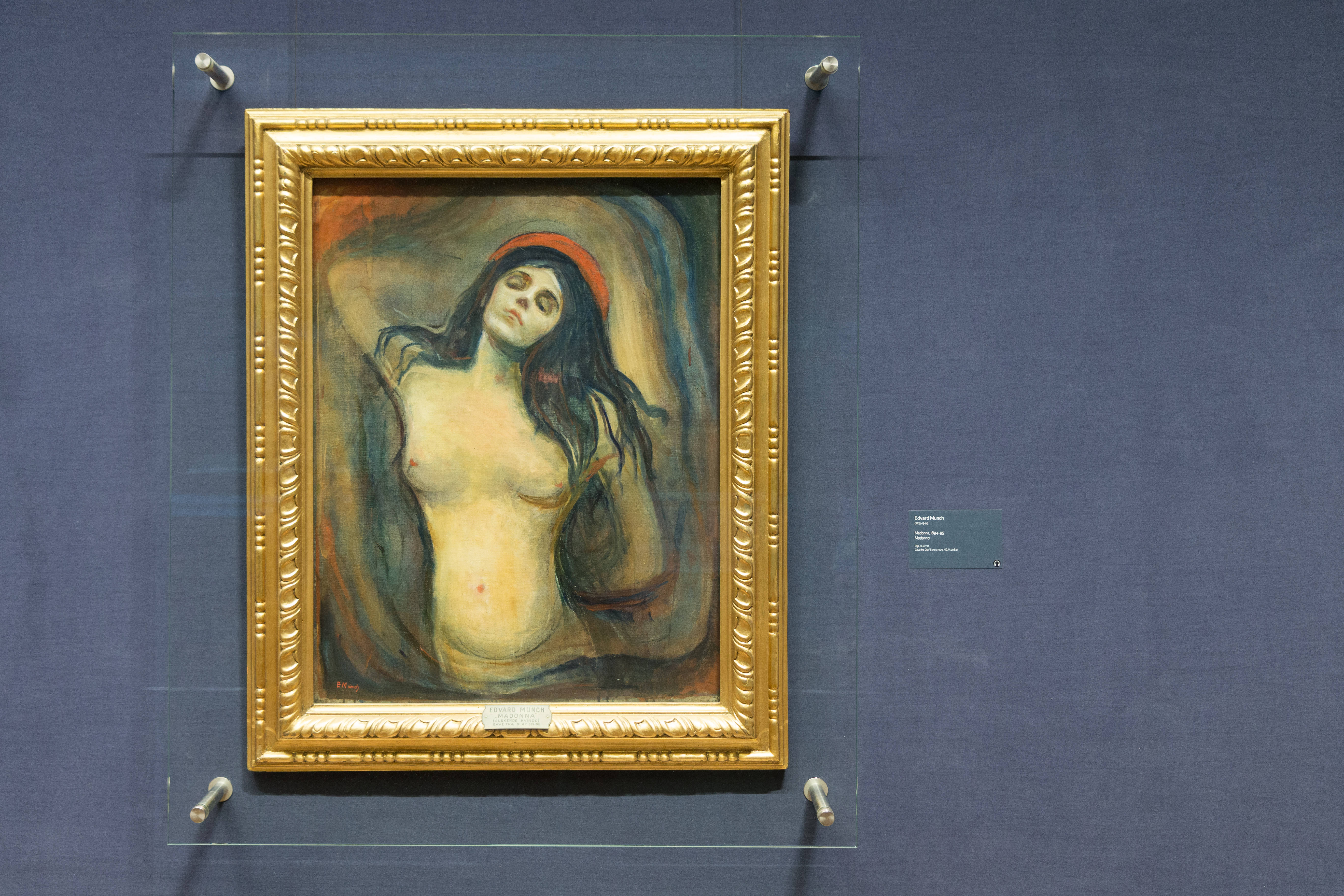
مدونا

مدونا یک تابلوی نقاشی از هنرمند نروژی و اکسپرسیونیست، ادوارد مونک، است. مونک چندین نسخه از این نقاشی که زنی با سینه لخت را نشان می‌دهد، میان سال‌های ۱۸۹۲ و ۱۸۹۵ با استفاده از رنگ روغن بر روی بوم کشیده است.

## عنوان
اگر چه بسیاری این تصویر را منتسب به مریم باکره می‌دانند ولی این مسئله مورد مناقشه است. مونک از نام زن عاشق هم برای این تصویر استفاده کرده بود. مونک شخصیت مذهبی و مسیحی نداشت. این تصویر احتمالاً بر اساس توجه او بر زیبایی بدن زنانه و از روی مدل و دوستش کشیده شده باشد.